# Pijánovka
Pijánovka (známá také pod názvem Láďa jede autobusem) je píseň české rockové skupiny Tři sestry, která se poprvé objevila na albu Švédská trojka v roce 1993.
Ve druhé sloce písně se mimo jiné objevuje narážka na autonehodu Alexandra Dubčeka z 1. září 1992:
U Humpolce v příkrym kopci často bouraj politici...